# Compañía del Tranvía de San Sebastián
La Compañía del Tranvía de San Sebastián (CTSS), cuyo nombre comercial es Dbus, es una empresa de titularidad municipal fundada en 1886 y encargada de los autobuses urbanos de San Sebastián (Guipúzcoa, España).

## Historia

### Primera línea y tranvías a caballos

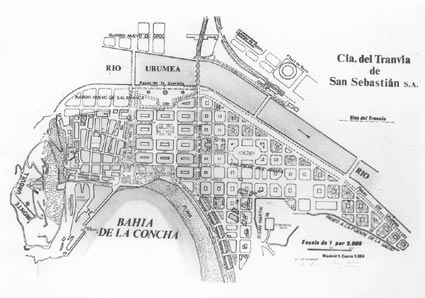
Plano de las primeras líneas de la Compañía del Tranvía, hacia 1887.

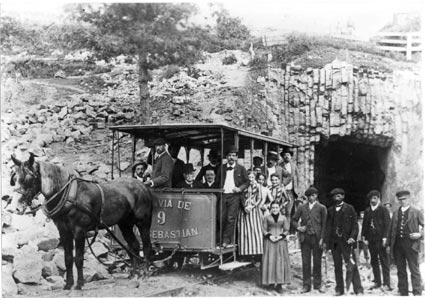
Imagen del túnel de Herrera y un tranvía a caballo, en 1888.

La CTSS fue fundada el 28 de agosto de 1886 en San Sebastián, aunque su primera línea regular de tranvía a caballo no se inauguró hasta un año más tarde. El 18 de julio de 1887 se puso en marcha dicha primera línea, que unía La Concha, el Boulevard y las cocheras, situadas en el paseo de Ategorrieta.
La creación de las primeras líneas de tranvía favoreció el proceso de desarrollo de la ciudad (que entonces contaba con 26.856 habitantes) en un momento en el que esta se extendía hacia el sur mediante los ensanches que surgieron con el derribo de las murallas en 1864. La existencia de un medio de transporte que acortara las distancias resultaba imprescindible.
El 21 de abril de 1888 se inauguró la primera extensión de la única línea existente, al construir un pequeño ramal que la llevaba hasta la Estación del Norte. A los pocos meses, el 13 de junio de 1888, la línea Concha-Cocheras se ampliaba por ambos extremos, alcanzando el barrio de Venta Berri por el oeste y el pueblo de Rentería por el este.

### Primera gran innovación: tranvías eléctricos
El incremento de usuarios del servicio planteó la necesidad de sustituir la tracción animal de los tranvías a caballo por sistemas más rápidos y potentes. Tras descartar el uso de la locomotora a vapor por los ruidos y la suciedad que generaría, se optó por un sistema revolucionario por aquel entonces: la tracción eléctrica.

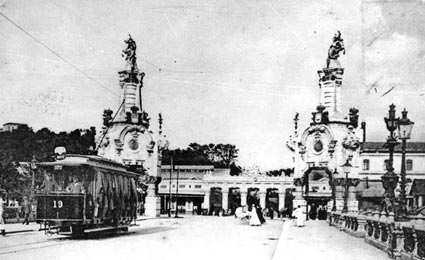
Tranvía eléctrico de la CTSS en el puente María Cristina, con la Estación del Norte al fondo.

La primera fase de implantación del tranvía eléctrico culminó el 22 de agosto de 1897, cuando comenzaron a circular los primeros tranvías eléctricos entre Rentería y Ategorrieta. La electrificación total del sistema se completó el 22 de octubre del mismo año. San Sebastián se convertía, de este modo, en la segunda ciudad de España en contar con tranvías eléctricos (tras Bilbao, cuya primera línea entró en servicio en 1896) y la primera en tener electrificados todos sus servicios.

### Nuevas líneas
A comienzos del siglo XX, la Compañía del Tranvía de San Sebastián inició un proceso de expansión hacia las zonas de la ciudad cuyos servicios aún no cubrían, logrando las concesiones pertinentes del Ayuntamiento para la explotación del transporte urbano (frente a la competencia planteada por la Compañía del Tranvía de Hernani). Fruto de esta expansión, se crearon tres nuevas líneas:
- Línea de Amara (Urbano): desde el Boulevard hasta la estación de Amara. Inaugurada el 3 de noviembre de 1903.
- Línea de Igueldo: desde el Boulevard hasta la estación inferior del funicular. Inaugurada el 5 de septiembre de 1912.
- Línea de Gros: desde el Boulevard hasta Segundo Ispizua. Inaugurada el 15 de julio de 1915.

Junto con este proceso de expansión, la línea original Venta Berri-Rentería fue dividida en dos, de manera que el Boulevard se convirtió en cabecera de ambas y, con ello, en verdadero centro neurálgico de los transportes urbanos de la ciudad, característica que aún hoy conserva.

### Aparición de los trolebuses

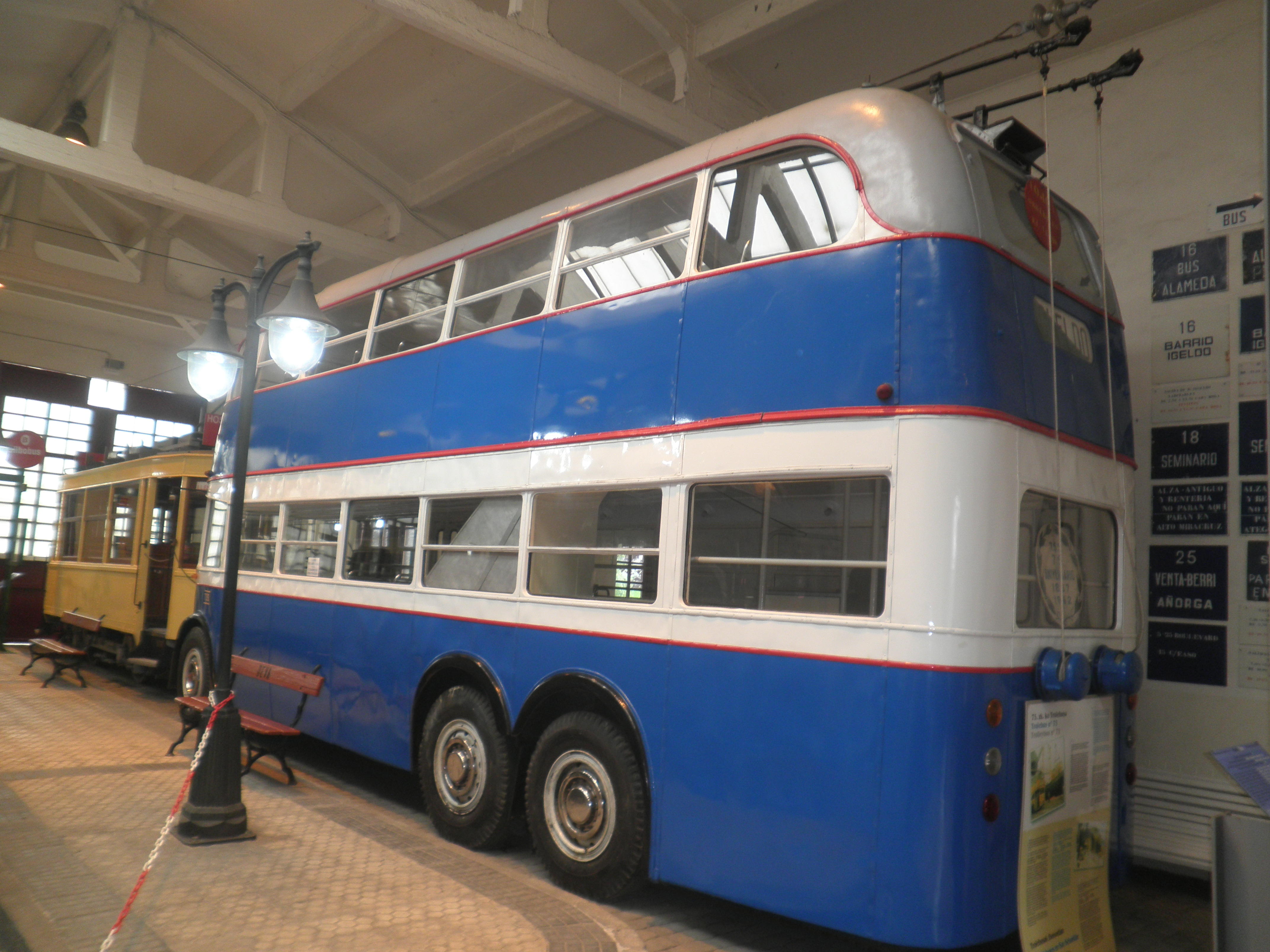
Vista trasera de un trolebús de Donosti, preservado en el Museo Vasco del Ferrocarril de Azpeitia

Las líneas y sistemas de la CTSS permanecieron sin grandes variaciones hasta que el 18 de julio de 1948 se incorporó un nuevo sistema de transporte a las calles de la ciudad, y que sustituyó a los viejos tranvías que aún prestaban servicio en las líneas de Venta Berri e Igueldo: los trolebuses eléctricos.
Los tranvías donostiarras, al igual que en el resto de España y otros países occidentales, no habían gozado de modernizaciones relevantes desde que fueran instalados en el siglo XIX, lo que unido a las consecuencias de la posguerra incidió en un descenso de la calidad y cantidad de los servicios. En lugar de optar por una modernización del sistema (medida por la que sí se optó en los países centroeuropeos), se procedió a la sustitución de los veteranos tranvías por trolebuses. En aquella época resultaban claramente superiores a los autobuses diésel (más potencia, mejor aceleración, mejor accesibilidad y más suavidad de marcha) y, a pesar de no ser un factor tenido en cuenta en su momento, evitaban las emisiones contaminantes.
Las primeras líneas que incorporaron los nuevos trolebuses fueron las de Venta Berri e Igueldo. El proceso de sustitución continuó, en orden cronológico, con la de Amara (26 de junio de 1949), la de Gros (25 de septiembre de 1950) y la de Rentería (12 de enero de 1953). El último tranvía de San Sebastián a Rentería salió el 31 de marzo de 1952 ('El Diario Vasco' 2/04/1952). Al día siguiente, los nuevos trolebuses tomaron el relevo entre la capital y Pasajes, desde allí provisionalmente, una flotilla de autobuses Leyland completaban el servicio hasta la Alameda de Rentería.
Los tranvías no desaparecieron de las calles de San Sebastián hasta el 11 de julio de 1958, fecha en la que se suprimió el servicio de tranvías entre las cocheras de Ategorrieta y Herrera (en un recorrido propio que, a modo de ferrocarril, tenía incluso un túnel). Anteriormente, el 18 de julio de 1948, la línea que enlazaba con la Estación del Norte fue sustituida por los primeros autobuses diésel y se prolongó hasta el barrio de Eguía.
Durante la década de 1950, la red de transportes de San Sebastián experimentó algunas mejoras, como la progresiva ampliación de la línea de Amara a medida que este barrio se expandía hacia el sur de la ciudad. Así, dicha línea, que en un principio finalizaba en Amara Viejo (la zona más cercana al Centro), fue prolongada el 15 de junio de 1959 a la plaza del Centenario; el 26 de mayo alcanzó la plaza de Pío XII y, finalmente, el 25 de julio de 1961, la línea se amplió hasta Anoeta, al final del ensanche de Amara.

### Medio de transporte definitivo: los autobuses
En los años 1960, los trolebuses comenzaron a ser reemplazados por los autobuses. Esto supuso un paso atrás en términos medioambientales, en una época en la que éstos no se tenían en cuenta a la hora de explotar el servicio del transporte público.
A pesar de la introducción de los autobuses convencionales, los trolebuses continuaron funcionando durante varios años. De hecho fue en esta etapa cuando se introdujeron los trolebuses de dos pisos, adquiridos de ocasión a la London Transport Executive, que se convirtieron en los vehículos más emblemáticos de la CTSS.
El 21 de marzo de 1960 se inauguró la prolongación de la línea de Amara a la Ciudad Sanitaria. De esta forma, dicha línea alcanzó la longitud que aún hoy mantiene (con la excepción de los servicios que alcanzan el Parque Tecnológico de Miramón). Le fue adjudicado el número de línea 12, y, posteriormente, se le asignó el número 28 que aún se conserva hoy. Fue elevada a la categoría de mito con la canción El 28 del grupo musical donostiarra La Oreja de Van Gogh. Unos años más tarde, el 19 de septiembre de 1966 se prolongó la línea de Alza.
Los trolebuses comenzaron a ser definitivamente sustituidos por los autobuses el 31 de diciembre de 1968, con la implantación de este nuevo medio de transporte en las líneas de Igueldo y Benta Berri. Prestaron su último servicio el 19 de diciembre de 1973 en la línea de Rentería (ya habían desaparecido de las líneas de Gros y de Amara el 7 de marzo y el 14 de junio de 1971, respectivamente).
Desde 1981 el capital social de la empresa corresponde íntegramente al Ayuntamiento de San Sebastián.
En la actualidad la flota de "Dbus" está compuesta por 130 de los autobuses urbanos más modernos y ecológicos del mercado, producidos por las prestigiosas marcas MAN, Mercedes-Benz, Solaris e Irizar. Tres autobuses de 9 metros(midibuses MAN, burillo), 10 microbuses, 90 autobuses de 12 metros(convencionales) y 27 autobuses de 18 metros (articulados).

## Líneas

### Zona oeste
- 5 Benta Berri: Boulevard - Benta Berri - Universidades* - Errotaburu - Zuatzu*
- 16 Igeldo: Plaza Guipúzcoa - Pío Baroja - Igeldo
- 18 Seminarioa: Plaza Guipúzcoa - Portuene - Seminario
- 25 Benta Berri - Añorga: Boulevard - Antiguo - Universidades - Añorga - Belartza - Errekalde
- 45 Estaciones Renfe-Bus Geltokiak - Antiguo - Aiete: Estación - Antiguo - Universidades - Bera Bera - Etxadi

### Zona centro
- 19 Aiete - Bera Bera: Plaza Guipúzcoa - Ayete - Bera Bera - Pagola
- 21 Mutualidades - Anoeta: Boulevard - Amara - Mutualidades - Anoeta
- 23 Errondo - Puio: Urbieta - Amara - Errondo - Puio
- 26 Amara - Martutene: Boulevard - Amara - Riberas - Loiola - Polígono 27* - Martutene
- 28 Amara-Ospitaleak: Boulevard - Amara - Hospitales - Miramón*
- 32 Puio - Errondo: Urbieta - Amara - Puio - Errondo

### Zona este
- 8 Gros - Intxaurrondo: Boulevard  - Gros - Intxaurrondo (Norte)
- 9 Egia - Intxaurrondo: Boulevard - Egia - Cementerio de Polloe - Intxaurrondo (Sur)
- 13 Altza: Boulevard - Altza - Bertsolari Txirrita* - Buenavista* - Larratxo
- 14 Bidebieta: Plaza Guipúzcoa - Bidebieta
- 29 Intxaurrondo Sur: Boulevard - Intxaurrondo (Sur) - Intxaurrondo (Norte)

### Interzonales
- 17 Gros - Amara - Miramon: Gros - Estaciones - Amara - Hospitales - Miramón
- 24 Altza - Gros - Antiguo - Intxaurrondo: Altza - Gros - Estaciones - Amara - Universidades - Antiguo - Amara - Riberas - Egia - Intxaurrondo - Garbera - Larratxo
- 27 Altza - Intxaurrondo - Antiguo - Gros: Altza - Larratxo - Garbera - Intxaurrondo - Egia - Riberas - Amara - Antiguo - Universidades - Amara - Estaciones - Gros
- 31 Intxaurrondo - Ospitaleak - Altza: Intxaurrondo (Norte) - Gros - Centro - Ayete - Hospitales - Anoeta - Riberas - Loiola - Altza - Larratxo
- 33 Larratxo - Intxaurrondo - Antiguo - Berio: Garbera - Larratxo - Intxaurrondo - Centro - Antiguo - Universidades - Berio - Igara* - Illarra*
- 35 Arriola - Antiguo - Aiete - Ospitaleak: *Errotaburu - Arriola - Universidades - Antiguo - Pío Baroja - Ayete - Hospitales
- 40 Gros - Antiguo - Igara: Gros - Centro - Antiguo - Universidades - Igara - Berio
- 41 Gros - Egia - Martutene: Gros - Egia - Riberas - Loiola - Martutene
- 43 Anoeta - Igara: Mutualidades - Anoeta - Amara - Pío Baroja - Antiguo - Universidades - Igara

### Microbús
- 36 San Roque - Aldakonea: Matía - San Roque - Centro - Gros - Aldakonea
- 37 Rodil - Zorroaga: Rodil - Gros - Centro - Estaciones - Amara - Zorroaga
- 38 Trintxerpe - Altza - Molinao: Trintxerpe - Bidebieta - Herrera - Altza - Molinao
- 39 Urgull (todos los días de julio y agosto y los fines de semana de junio y septiembre): Pº Salamanca - Pº Nuevo - Urgull
- 42 Aldapa - Egia: Boulevard - Egia - Aldapa - Cementerio de Polloe - Gros
- 46 San Antonio - Morlans: San Antonio - Gros - Centro - Morlans

### Especiales
- tb6 Taxibús a Ulía
- tb7 Taxibús a Atotxaerreka / Paseo del Faro (línea externalizada, operada por la empresa Lanchas Bus)
- UN Altza - Bidebieta - Universidades
- FT Fútbol (Anoeta)
- BK Basket (Illunbe)
- Lanzadera Illunbe - Centro. Opera en verano y navidades

### Servicios nocturnos (Gautxoriak)
- B1 Benta Berri - Berio - Añorga
- B2 Ayete - Bera Bera
- B3 Egia - Intxaurrondo - Zubiaurre
- B4 Amara - Riberas - Martutene
- B6 Altza
- B7 Igeldo
- B8 Miraconcha - Benta Berri - Seminario
- B9 Amara - Errondo - Puio
- B10 Zubiaurre - Bidebieta - Buenavista

### Líneas antiguas
- Parque tecnológico Miramón. Línea experimental implantada el 7 de mayo de 2012. La línea, que estuvo operativa entre los meses de mayo y noviembre, era gratuita para todos los usuarios y fue financiada por el programa 2011 EVE-IDAE. La puesta en marcha de esta línea piloto estuvo dentro de las medidas del proyecto CIVITAS, en el que el Ayuntamiento de San Sebastián y Dbus participaron junto con otras ciudades europeas.
- 07 Amara - Anoeta - Riberas / Boulevard. Algunos de los servicios nocturnos de la línea 28 llegan únicamente hasta Anoeta, y desde 2010 se prolongan hasta Riberas de Loiola.
- 22 Antiguo - Amara (Pío XII). Servicio Universidades.
- 47 Atotxaerreka: Funicular - Antiguo - Añorga - Atotxa Erreka. Estuvo en servicio entre el 1 de julio de 2023 y el 22 de septiembre de 2024, cuando fue sustituida por la línea de taxibús tb7.[7]

## El logo

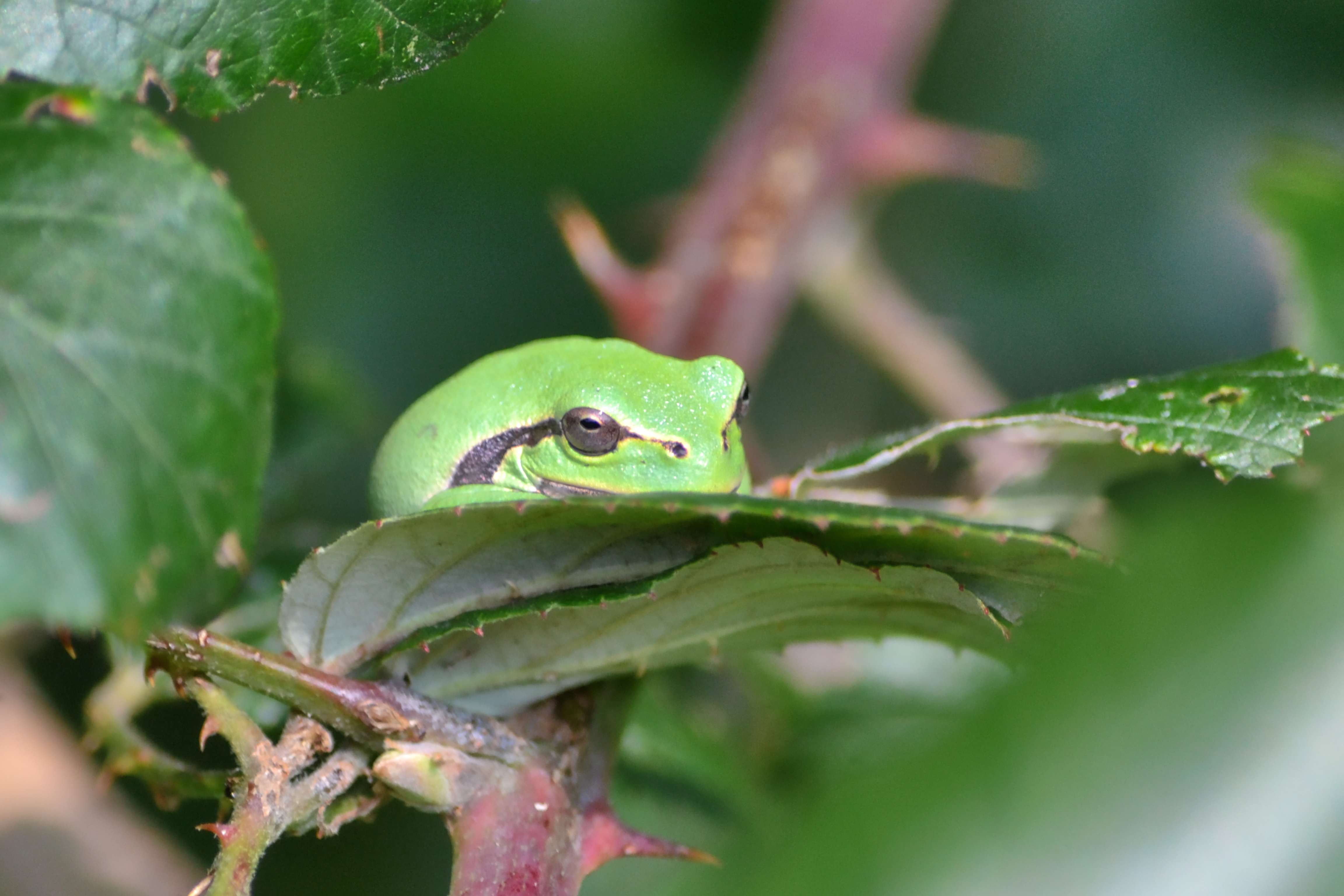
hyla meridionalis

La imagen del logo, representando a la compañía desde 2004, representa la rana meridional (hyla meridionalis) presente en este caso en el norte de Guipúzcoa, por lo que también habita en San Sebastián